# Moshe Czerniak
Moshe Czerniak 3 de febrer de 1910 – 31 d'agost de 1984) fou un jugador d'escacs jueu polonès-israelià, que tenia el títol de Mestre Internacional des del 1952.

## Biografia i resultats destacats en competició
El 1930 Moshe Czerniak fou novè a Varsòvia en un torneig guanyat per Paulino Frydman. El 1934 Czerniak va emigrar des de Polònia a Israel (llavors Mandat Britànic). L'abril de 1935, va empatar als llocs 7è–8è a Tel-Aviv (II Jocs Macabeus, el campió fou Abram Blass). Fou campió de Palestina els anys 1936 i 1938. L'abril del 1939, va participar el primer Campionat del Club d'Escacs Lasker a Tel-Aviv. El juny de 1939, fou campió de Jerusalem. Czerniak va jugar pel seu país adoptiu com a primer tauler reserva a la 6a Olimpíada d'escacs a Varsòvia 1935 (+6 =2 −5), i al primer tauler a la 8a Olimpíada a Buenos Aires 1939 (+4 =2 −10).
El setembre de 1939, quan va esclatar la II Guerra Mundial Czerniak, igual com van fer molts dels altres participants a la 8a Olimpíada d'escacs, va decidir de quedar-se a l'Argentina.
Immediatament després de la 8a Olimpíada, l'octubre del 1939, va empatar als llocs 3r–4t amb Gideon Ståhlberg, rere Miguel Najdorf i Paul Keres al Torneig d'escacs de Buenos Aires de 1939 (organitzat pel Círculo de Ajedrez). In 1940, he tied for 7–9th in Argentine championships (Torneo Mayor). El 1941, va guanyar a Quilmes. També el 1941, fou 2n, rere Paulino Frydman a Buenos Aires, i empatà als llocs 6è-8è al Torneig d'escacs de Mar del Plata de 1941. El 1943, fou 2n, darrere de Najdorf, a Rosario, i 3r a Buenos Aires. El 1944 i el 1948, va guanyar a Buenos Aires. El 1949, fou 4t a Mar del Plata, i empatà als llocs 3r–4t al campionat de l'Argentina (Torneo Mayor). El 1950, empatà als llocs 9è–11è a Mar del Plata.
El 1950 Czerniak va anar a viure a Israel. El 1951, va guanyar a Viena (4t Memorial Schlechter). El 1951, va guanyar el Reggio Emilia. El 1955, va guanyar el Campionat d'escacs d'Israel. El 1958, fou 2n, rera Jan Hein Donner, a Beverwijk. El 1961, va empatar als llocs 1r–3r amb Milan Matulović i Petar Trifunović a Netanya. El 1962, va empatar als llocs 1r–2n amb Hiong Liong Tan a Amsterdam (2n Torneig IBM). El 1963, va empatar als llocs 2n–3r amb Donner, rera Lajos Portisch, a Amsterdam (3r Torneig IBM). El 1963, fou 2n, rera Nikola Padevsky, a Polanica Zdrój (Memorial Rubinstein). El 1964, va empatar als llocs 4t–9è a Polanica Zdrój. El 1965, va guanyar a Netanya. El 1966, va empatar als llocs 7è–8è a Tel-Aviv. El 1968 va empatar als llocs 2n–3r amb Daniel Yanofsky, rera Bobby Fischer, a Netanya.
Czerniak va jugar representant Israel en nou olimpíades d'escacs: 1952, 1954, 1956, 1958, 1960, 1962, 1966, 1968, i 1974. També va guanyar el campionat per equips d'Israel el 1974 a 64 anys.
Va escriure molts llibres d'escacs, en tres idiomes. El 1956 va fundar la primera revista israeliana d'escacs, 64 Squares. Durant més de trenta anys, va ser director d'escacs del diari israelià Haaretz. També va ser mestre del Mestre Internacional i Gran Mestre de composició d'escacs, Yochanan Afek.
El 1976 va obtenir un guardó especial del Ministre d'educació d'Israel per la seva contribució a l'educació en escacs.
El festival anual d'escacs de Tel-Aviv rep el seu nom.

## Partides notables
- Moshe Czerniak vs. Feliks Kibbermann (EST), 6a Olimpíada, Varsòvia 1935, Holandesa, gambit Staunton, A82, 1–0
- Ernst Rojahn (NOR) vs. Moshe Czerniak, 8a Olimpíada, Buenos Aires 1939, obertura del peó de rei, B00, 1/2-1/2
- Moshe Czerniak vs. Daniel Yanofsky, Tel-Aviv 1966, defensa Caro-Kann, variant Breyer, B10, 1-0
- Moshe Czerniak vs. João Maria Cordovil (POR), 21a Olimpíada, Niça 1974, defensa siciliana, B29, 1-0 La 9a jugada del blanc, entregant una torre i permetent un escac, sembla un problema i és extremadament format, tal com la partida demostra.